# Miss Universo Laos
Miss Universo Laos (en lao: ມິສຢູນີເວີຣສລາວ, romanizado: mis yuni voe r slav) es un concurso de belleza nacional en Laos. Se encarga de seleccionar a la representante del país para el concurso Miss Universo.

## Ganadoras
: Declarada como ganadora
     : Terminó como finalista
     : Terminó como una de las semifinalistas o cuartofinalistas
     : Terminó como ganadora de premios especiales
| Año  | Provincia              | Miss Universo Laos     | Título nacional                          | Posición en Miss Universo | Premios especiales          |
| ---- | ---------------------- | ---------------------- | ---------------------------------------- | ------------------------- | --------------------------- |
| 2024 | Houaphan               | Phiranya Thipphomvong  | Miss Universo Laos 2024                  | No clasificó              |                             |
| 2023 | Prefectura de Vientián | Phaimany Lathsabanthao | Miss Universo Laos 2023                  | No clasificó              |                             |
| 2022 | Xiangkhoang            | Payengxa Lor           | Miss Universo Laos 2022                  | Top 16                    | - Ganadora del Voto Popular |
| 2021 | Prefectura de Vientián | Tonkham Phonchanhueang | Miss Universo Laos 2021                  | No clasificó              |                             |
| 2020 | Prefectura de Vientián | Christina Lasasimma    | Miss Laos 2012                           | No clasificó              |                             |
| 2019 | Bolikhamsai            | Vichitta Phonevilay    | Miss Universo Laos 2019                  | No clasificó              |                             |
| 2018 | Prefectura de Vientián | On-anong Homsombath    | 1.ª finalista de Miss Universo Laos 2017 | No clasificó              | - Mejor Traje Nacional      |
| 2017 | Champasak              | Souphaphone Somvichith | Miss Universo Laos 2017                  | No clasificó              |                             |